# O Processo (documentário)
O Processo é um documentário brasileiro de 2018 dirigido por Maria Ramos, que mostra os bastidores do processo de impeachment de Dilma Rousseff, em 2016.
Na sua estreia mundial, em 21 de fevereiro de 2018, no Festival de Berlim, o filme foi aplaudido sob gritos de "Bravo!" e "Fora Temer".
A produção foi custeada pela Nofoco, produtora responsável por filmes anteriores da cineasta, que completou o orçamento com uma campanha de financiamento coletivo e aportes do World Cinema Fund e do Canal Brasil.

## Prêmios e indicações
| Ano  | Prêmio/Festival          | Categoria                                           | Resultado | Ref.  |
| ---- | ------------------------ | --------------------------------------------------- | --------- | ----- |
| 2018 | Festival de Berlim       | Melhor Documentário - Prêmio do Público             | 3º lugar  | [ 4 ] |
| 2018 | Festival Visions du Réel | Melhor Longa-Metragem                               | Venceu    | [ 5 ] |
| 2018 | Festival IndieLisboa     | Melhor Longa-Metragem - Júri Silvestre e do Público | Venceu    | [ 6 ] |